# Claudio Palumbo

Wappen von Claudio Palumbo als Bischof von Trivento

Claudio Palumbo (* 30. Januar 1965 in Venafro, Provinz Isernia) ist ein italienischer römisch-katholischer Geistlicher und Bischof von Termoli-Larino.

## Leben
Claudio Palumbo empfing am 15. August 1990 das Sakrament der Priesterweihe. Von 1993 bis 1998 war er Vizerektor des regionalen päpstlichen Seminars von Chieti. 1994 erwarb er an der Päpstlichen Universität Gregoriana das Lizenziat in Kirchengeschichte und unterrichtete dieses Fach anschließend an theologischen Instituten. 2006 erfolgte die Promotion. 2009 wurde Palumbo Generalvikar des Bistums Isernia-Venafro. Im selben Jahr verlieh ihm Papst Benedikt XVI. den Titel Ehrenprälat Seiner Heiligkeit.
Am 5. Juni 2017 ernannte ihn Papst Franziskus zum Bischof von Trivento. Die Bischofsweihe spendete ihm Camillo Cibotti, Bischof von Isernia-Venafro am 8. September 2017. Mitkonsekratoren waren Domenico Angelo Scotti, emeritierter Bischof von Trivento und Salvatore Visco, Erzbischof von Capua. Die feierliche Amtseinführung (Inthronisation) fand am 23. September desselben Jahres statt. Über sein Bischofsamt hinaus ist Palumbo Sekretär der regionalen Bischofskonferenz Abruzzen-Molise.
Am 17. Februar 2024 ernannte ihn Papst Franziskus zum Mitglied des Dikasteriums für die Selig- und Heiligsprechungsprozesse.
Papst Franziskus ernannte ihn am 7. Dezember 2024 zum Bischof von Termoli-Larino. Palumbos Amtseinführung erfolgte am 22. Februar 2025.